# Julius Humble
Julius Lorens Humble, född 16 juli 1835 i Karlskrona, död 3 oktober 1918 i Stockholm, var en svensk skolman. 
Humble blev student vid Lunds universitet 1852 och filosofie doktor där 1862. I senare delen av dansk-tyska kriget 1864 deltog han som frivillig. År 1866 utnämndes han till lektor i främmande levande språk vid Högre lärarinneseminariet, vars rektor han var 1879–1889. Han erhöll avsked från lektoratet 1903. 
Julius Humble är begravd på Norra begravningsplatsen utanför Stockholm.

## Skrifter (urval)
- Om det pathetiskas begrepp och förhållande till det sublima : en esthetiskt-historisk undersökning (1862) [Diss. Lunds universitet]
- Vår tids ungdomsläsning, hennes inflytande och riktiga ledning (1871)
- Om kongl. seminarium för bildande af lärarinnor, förslag till ändring i läroverkets organisation (1874)
- Rättstafningsreformen och Svenska Akademien: tre uppsatser (1876)
- Hvad sagan är för barnaåldern (1885)
- Lärjungarnas i de högre flickskolorna arbetstid (Hökerberg, 1887)

## Översättningar (urval)
- Charles Perrault: Charles Perraults sagor (Les contes de Perrault) (med teckningar af Gustave Doré, Giron, 1873)
- Bröderna Grimm: Sagor (Kinder- und Hausmärchen) (med teckningar af Vicke Andrén, Seeligmann, 1883)